# زون ۶۰۶ انصار
زون ۶۰۶ انصار یا زون غرب یکی از ۸ زون تشکیلات اداری وزارت امور داخله جمهوری اسلامی افغانستان می‌باشد که شامل ولایات هرات، فراه، غور و بادغیس می‌شود. زون معادل قول اردو در وزارت دفاع افغانستان است و معادل انگلیسی آن «Region» یا منطقه می‌باشد. باشگاه فوتبال طوفان هریرود نیز به نمایندگی از این زون وارد مسابقات لیگ برتر فوتبال افغانستان می‌شود. فرمانده کنونی این زون عبدالغفار صافی می‌باشد.
از این زون به‌عنوان منطقه جغرافیای نیز استفاده می‌شود. پل مالان، مسجد جامع هرات و مصلای هرات از آثار ارزشمند تاریخی آن است. نماد ورزشی این زون طوفان است که به بادهای ۱۲۰ روزه هرات اشاره دارد. مشخصه جغرافیایی آن هریرود، سفیدکوه غربی و سیاه کوه غربی می‌باشد. بزرگترین شهر آن هرات و پس از آن فراه، غوریان و فیروزکوه می‌باشد؛ دیگر شهر‌های آن کشک، کرُخ، سبزوار، اسلام‌قلعه، تورغوندی، پوشنگ و انجیل است.